# Phare de Gabicce Mare
Le phare de Gabicce Mare (en italien : Faro di Gabicce Mare) est un phare situé à Gabicce Mare, dans la région des Marches en Italie. Il est géré par la Marina Militare.

## Histoire
Le premier phare, construit en 1882, était une construction en bois au bout de la jetée.
Le phare actuel, construit en 1960, est entièrement automatisé. Il marque la frontière entre les régions d'Émilie-Romagne et des Marches sur la mer Adriatique. Il possède un Système d'identification automatique pour la navigation maritime

## Description
Le phare  est une tour pyramidale en béton à claire-voie de 17 m de haut, avec galerie et lanterne métallique dont la base une maison de gardien en brique de deux étages. Le phare est peint en bandes blanches et noires et le dôme de la lanterne blanche est gris métallique. Il émet, à une hauteur focale de 17 m, trois longs éclats blancs de deux secondes toutes les 14 secondes, formant la lettre O en code Morse. Sa portée est de 15 milles nautiques (environ 28 km) pour le feu principal et 11 milles nautiques (environ 20 km) pour le feu de veille.
Identifiant : ARLHS : ITA-051 ; EF-3996 - Amirauté : E2381 - NGA : 11308 .

## Caractéristiques dufeu maritime
Fréquence : 14 s (W-W-W)
- Lumière : 2 secondes
- Obscurité : 1 seconde
- Lumière : 2 secondes
- Obscurité : 6 secondes

### Lien connexe
- Liste des phares de l'Italie